# Puerto de Navalmoral
El puerto de Navalmoral es un puerto de montaña de la parte central de la provincia de Ávila, en Castilla y León, España.

## Situación
Pertenece al término municipal de Navalmoral de la Sierra. Tiene 1514 metros de altitud y comunica el valle de Amblés con el valle del Alberche, a través de la sierra  de la Paramera, marcando el límite del espacio natural protegido de las Sierras de la Paramera y Serrota. Se ubica en la carretera AV-900, de Ávila a Burgohondo.